# Indemnización por despido
La indemnización por despido, en el derecho laboral de muchos países, es la reparación monetaria que el empleador debe pagar al trabajador en caso de despido no justificado. Las características del derecho varían mucho según la legislación de cada país y según el tipo de contrato de trabajo. Por lo general el monto de la indemnización se establece en proporción a la cantidad de años que llevaba vigente el contrato de trabajo al que se puso fin. Ciertos tipos de despidos, como aquellos motivados en causas violatorias de los derechos humanos, pueden ser castigados con indemnizaciones agravadas.
En derecho laboral se utiliza la expresión "estabilidad relativa" para referirse a contratos de trabajo que el empleador sólo puede rescindir pagando una indemnización. En algunos países y en cierto tipo de contratos de trabajo existe la "estabilidad absoluta" (usualmente en contratos que ya tienen un tiempo prolongado de vigencia), para describir la falta de oportunidad del empleador a rescindir el contrato de trabajo sin causa justificada, ni aun pagando una indemnización.[cita requerida]
La corriente legislativa conocida como de "flexibilización o flexibilidad laboral", suele incluir reformas que anulan o reducen el derecho a percibir la indemnización por despido. En algunos países también, la indemnización por despido está organizada por medio de un seguro.

## Regulación legal por país

### Argentina
En Argentina la indemnización por despido en el sector privado se encuentra regulada en la Ley de Contrato de Trabajo 20744 (arts 245 y concordantes). La ley básicamente establece el derecho del trabajador a percibir la "indemnización por antigüedad" en caso de despido "sin expresión de causa" o por causa injustificada. El monto de la indemnización es de un mes de sueldo por año de antigüedad. En caso de despidos justificados por causas económicas objetivas, el empleador tiene la obligación de abonar una indemnización por despido equivalente a la mitad. proceso judicial laboral.

### España
En el caso de un despido laboral improcedente el empleado normalmente puede exigir una indemnización por dicho despido, que dependerá del tipo de contrato laboral.

#### Contratos a partir de febrero de 2012
El importe de la indemnización de 33 días de salarios por año de servicio, hasta un máximo de veinticuatro mensualidades, será de aplicación a los contratos suscritos a partir de la entrada en vigor del reforma laboral de 2012, de medidas urgentes para la reforma del mercado laboral, es decir, a partir del 12 de febrero de 2012.

#### Contratos hasta febrero de 2012
A  razón de 45 días de salario por año de servicio prorrateándose por meses los períodos de tiempo inferiores a un año por el tiempo de prestación de servicios anterior a la fecha de entrada en vigor, es decir, anterior al 12 de febrero de 2012, y a razón de 33 días de salario por año de servicio prorrateándose por meses los períodos de tiempo inferiores a un año, por el tiempo de prestación de servicio posterior. El importe indemnizatorio resultante no podrá ser superior a 720 días de salario, salvo que del cálculo de la indemnización por el período anterior a la entrada en vigor del referenciado Real Decreto Ley resultase un número de días superior, en cuyo caso se aplicará éste como importe indemnizatorio máximo, sin que dicho importe pueda ser superior a 42 mensualidades, en ningún caso.

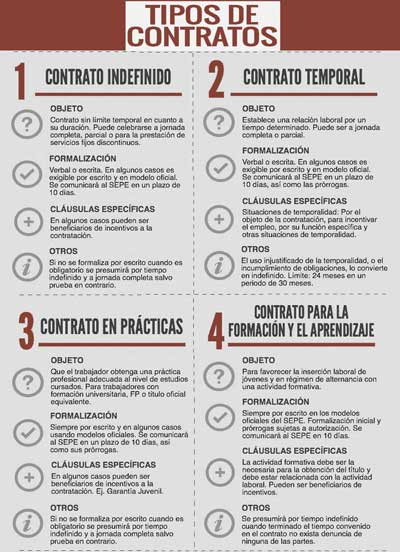
Tipos de contratos laborales

#### Contratos de trabajo para el fomento de la contratación indefinida
Regulados por la Ley 12/2001, y que se pudieron celebrar hasta el 12.2.2012, que se extingan por causas objetivas y la extinción sea declarada improcedente, la indemnización será de 33 días de salario por año de servicio, prorrateándose por meses los períodos de tiempo inferior a un año y hasta un máximo de veinticuatro mensualidades. 

#### Otros contratos de carácter especial
En los despidos improcedentes de trabajadores cuya relación laboral sea de carácter especial, la cuantía de la indemnización será la establecida, en su caso, por la norma reguladora de dicha relación laboral.

#### Tributación
Anteriormente a julio de 2014, año de la modificación del Decreto Ley, la indemnización por despido no tributaba a Hacienda, no siendo así desde entonces, aunque las indemnizaciones inferiores a 180.000 € siguen exentas de dicha tributación.